# Fissidens purpureocaulis
Fissidens purpureocaulis är en bladmossart som beskrevs av C. Müller 1900. Fissidens purpureocaulis ingår i släktet fickmossor, och familjen Fissidentaceae. Inga underarter finns listade i Catalogue of Life.